# Alf Sjöström
Josef Alf Sjöström, ofta J.A. Sjöström, född 22 december 1873 i Karlskrona, Blekinge län, död 16 mars 1951 i Malmö Sankt Petri församling, Malmö
, var en svensk ingenjör.
Sjöström, som var son till kyrkoherde Carl Th. Sjöström och Louise Westerberg, avlade studentexamen i Helsingborg 1892 och utexaminerades från Chalmers tekniska läroanstalt 1896. Han var anställd vid Lindholmens varv i Göteborg 1896–1899, hos F. Schichau Schiffswerft i Danzig, 1899, hos Blohm & Voss i Hamburg 1899–1901, i USA 1901–1905, hos Burmeister & Wains Maskin- og Skibsbyggeri A/S i Köpenhamn 1906–1909, hos Kockums Mekaniska Verkstads AB i Malmö från 1909, blev fartygsteknisk ledare av ubåtstillverkningen 1912 och var senare överingenjör vid fartygsavdelningen fram till pensioneringen 1939.